# Заріччя (Червенський район)
Заріччя (біл. вёска Заречье) — село в складі Червенського району Мінської області, Білорусь. Село підпорядковане Колодезькій сільській раді, розташоване в центральній частині області.